# Bourneville (Ohio)
Bourneville – jednostka osadnicza w Stanach Zjednoczonych, w stanie Ohio, w hrabstwie Ross.